# روبرت نيكولز (شاعر)
روبرت نيكولز (بالإنجليزية: Robert Nichols)‏ (1893 في المملكة المتحدة - 17 ديسمبر 1944)؛ كاتِب ومؤلِّف، كاتب مسرحي، شاعر وروائي بريطاني. درس في كلية الثالوث الأقدس.

## روابط خارجية
- روبرت نيكولز على موقع ميوزك برينز (الإنجليزية)
- روبرت نيكولز على موقع قاعدة بيانات برودواي على الإنترنت (الإنجليزية)